# Mons Meg

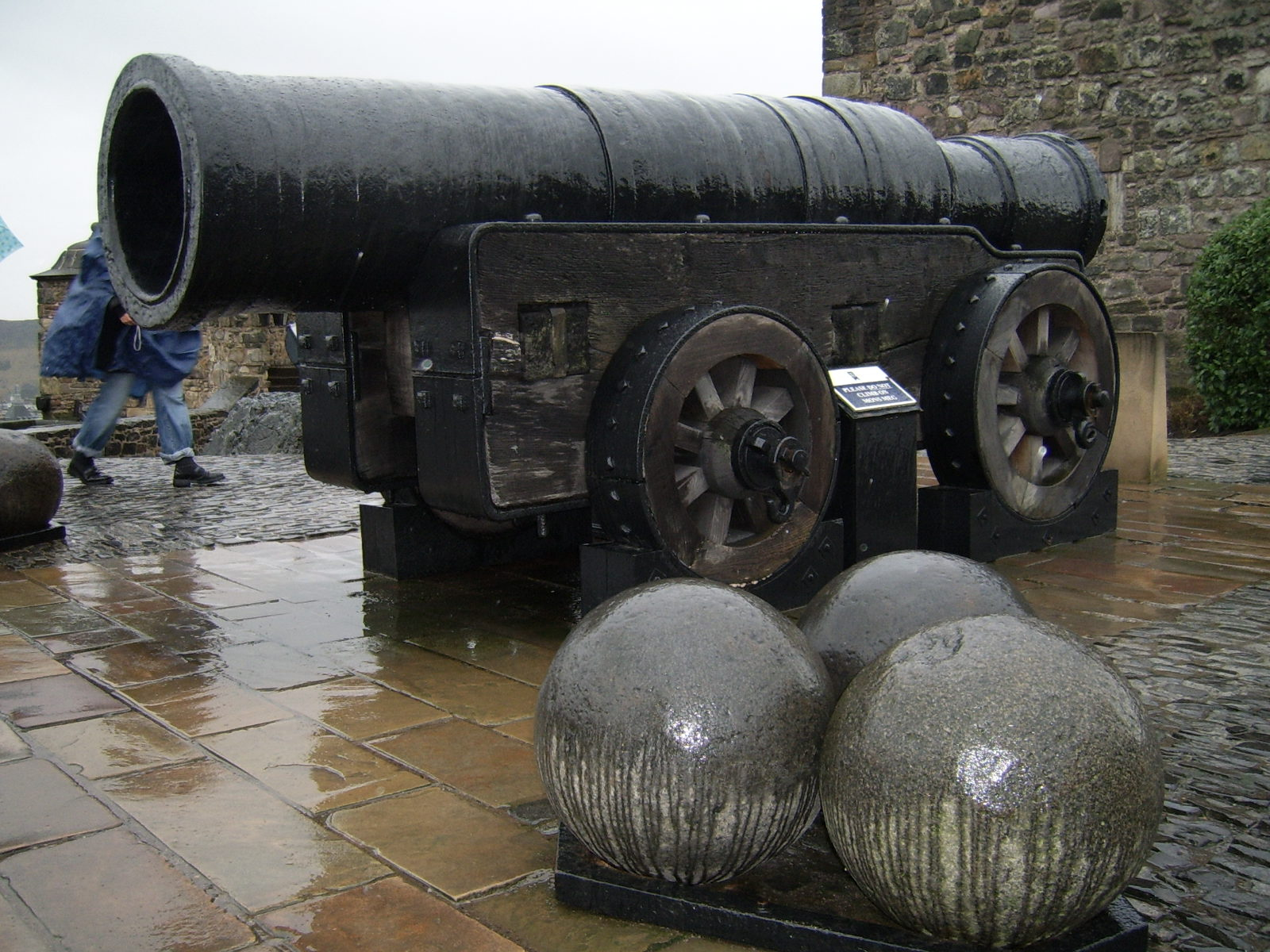
Mons Meg mit Kanonenkugeln

Die Mons Meg ist ein schottisches Riesengeschütz (Steinbüchse) aus der ersten Hälfte des 15. Jahrhunderts, das heute im Edinburgh Castle ausgestellt ist.

## Geschichte
Der erste zweifelsfrei nachweisbare Kriegseinsatz der Steinbüchse fand 1489 bei der Belagerung von Dumbarton Castle statt. 1558 gab sie bei der Hochzeit Maria Stuarts mit dem Dauphin von Frankreich den Salut ab. Den letzten Schuss feuerte die Mons Meg 1681 aus Anlass des Geburtstags des späteren Königs Jakob II. ab, wobei sie vermutlich aufgrund einer zu großen Pulverladung irreparabel beschädigt wurde.
Angaben aus dem 15. Jahrhundert zufolge konnte die Kanone bei einer Pulverladung von 47,6 kg und einem Schusswinkel von 45° eine Eisenkugel 1287,5 m und eine Steinkugel 2621,6 m weit feuern.
Die Mons Meg gehört zu einer Reihe von Riesengeschützen, die im 15. Jahrhundert im Belagerungskrieg eingesetzt wurden, wozu auch die Stabringgeschütze Pumhart von Steyr und Dulle Griet von Gent sowie die im Bronzeguss hergestellten Faule Mette von Braunschweig, Faule Grete von Marienburg und Grose Bochse zu zählen sind.

## Technische Beschreibung
- Geschütztyp: Hauptbüchse
- Geschützklasse: Riesengeschütze (Steinbüchsen)
- Bauart: schmiedeeisernes Stabringgeschütz[2]
- Gesamtlänge: 406 cm
- Kammerlänge: 126 cm
- Gewicht: 6,6 t
- Kugeldurchmesser: 50 cm
- Kugelmasse: 175 kg